# Église Saint-Vincent des Ulmes
Pour les églises ayant le même vocable, voir Église Saint-Vincent.
L'église Saint-Vincent est une église située aux Ulmes, en France. C'est dans cette église qu'a eu lien le "miracle des Ulmes".

## Localisation
L'église est située dans le département français de Maine-et-Loire, sur la commune des Ulmes.

## Historique
Le 2 juin 1668, lors d'une adoration, 200 fidèles auraient vu apparaitre durant un quart d'heure le visage du Christ dans une hostie. Le miracle eucharistique est déclaré authentique par l'évêque d'Angers Henri Arnauld moins d'un mois plus tard. Des pèlerinages ont lieu jusqu'au XVIIIe siècle. A la Révolution, l'hostie est déplacée dans la paroisse voisine et est consommée par le curé du lieu,. Le miracle est encore commémoré en 2018.
L'édifice est inscrit au titre des monuments historiques en 1972.

### Banques de données, dictionnaires et encyclopédies
- Ressources relatives à la religion :   - Clochers de France
  - Observatoire du patrimoine religieux
- Ressource relative à l'architecture :   - Mérimée